# Worapoj Petchkoom
Worapoj Petchkoom (taj. วรพจน์ เพชรขุ้ม, ur. 18 maja 1981 w Surat Thani) – tajski bokser wagi koguciej, srebrny medalista olimpijski z Aten. Startował także na Letnich Igrzyskach Olimpijskich 2008.
W 2004 roku podczas Letnich Igrzysk Olimpijskich zdobył w wadze koguciej srebrny medal. W 1/16 finału pokonał Koreańczyka Kim Won-Ila, w 1/8 wygrał z Białorusinem Khavazhi Khatsigovem, w ćwierćfinale pokonał Nigeryjczyka Nestora Boluma, a w półfinale pokonał Azera Ağası Məmmədova. Dopiero w finale uległ Kubańczykowi Guillermo Rigondeauxowi.
Dwa razy w karierze zdobył medal igrzysk azjatyckich, złoty w 2010 roku i brązowy na igrzyskach w 2006 roku.